# Katy Mixon
Katy Mixon, talvolta accreditata come Katy Mixon Greer, pseudonimo di Katy Elizabeth Mixon (Pensacola, 30 marzo 1981), è un'attrice statunitense.

## Biografia

### Carriera
Nata in Florida in una famiglia che conta sette figli, studia in diverse scuole dell'Alabama e della Florida, per poi diplomarsi alla Carnegie Mellon School of Drama. Il primo ruolo risale al 2001, dove interpreta Calpurnia nel Giulio Cesare di Shakespeare. Trasferitasi nel 2003 a Los Angeles, recita nel 2005 in The Quiet - Segreti svelati, un film di Jamie Babbit. Nel 2006 reciterà insieme a Chris Pine interpretando una piccola parte in Appuntamento al buio, successivamente otterrà, nel 2008, una parte in Tutti insieme inevitabilmente, un film di Seth Gordon e, sempre nello stesso anno, reciterà in The Informers - Vite oltre il limite.
Reciterà insieme a Bradley Cooper nel 2009 nella pellicola A proposito di Steve, inoltre otterrà un ruolo in State of Play, un film di Kevin Macdonald. A partire dal 2010 entrerà nel cast della serie televisiva CBS Mike & Molly interpretando la parte di Victoria Flynn fino alla fine della serie nel 2016. Otterrà una parte nel 2011 in Drive Angry, un film di Patrick Lussier, inoltre reciterà insieme a Michael Shannon nel film Take Shelter. Reciterà nel 2016 in Hell or High Water, un film di David Mackenzie.

### Vita privata
Sposata con l'atleta Breaux Greer, ex giavellottista; la coppia ha due figli, Kingston, nato nel 2017, e Elektra nata nel 2018.

## Filmografia

### Cinema
- The Quiet - Segreti svelati (The Quiet), regia di Jamie Babbit (2005)
- Appuntamento al buio (Blind Dating), regia di James Keach (2006)
- Las Vegas - Terapia per due (Finding Amanda), regia di Peter Tolan (2008)
- Tutti insieme inevitabilmente (Four Christmases), regia di Seth Gordon (2008)
- The Informers - Vite oltre il limite (The Informers), regia di Gregor Jordan (2008)
- State of Play, regia di Kevin Macdonald (2009)
- A proposito di Steve (All About Steve), regia di Phil Traill (2009)
- Drive Angry, regia di Patrick Lussier (2011)
- Take Shelter, regia di Jeff Nichols (2011)
- Soul Ties, regia di Victor Hobson e Tee Ashira (2015)
- Hell or High Water, regia di David Mackenzie (2016)

### Televisione
- Then Comes Marriage - film TV, regia di Gerry Cohen (2004)
- Reinventing the Wheelers - film TV, regia di Lawrence Trilling (2007)
- My Name Is Earl - serie TV, episodio 4x5 (2008)
- Due uomini e mezzo (Two and a Half Men) - serie TV, episodi 7x7, 7x16 e 7x21 (2009-2010)
- Eastbound & Down - serie TV, 20 episodi (2009-2013)
- Mike & Molly - serie TV, 127 episodi (2010-2016)
- Wilfred - serie TV, episodio 1x11 (2011)
- Psych - serie TV, episodio 7x6 (2013)
- American Housewife - serie TV, 91 episodi (2016-2020)
- The Thing About Pam – miniserie TV, 6 episodi (2022)

### Cortometraggi
- Zombie Prom (2006)
- Small Town News, regia di William Savage (2008)
- A Little Something on the Side, regia di Stephen Tobolowsky (2012)

### Doppiaggio
- Robot Chicken - serie animata (2011)
- The Looney Tunes Show - serie animata (2013)
- TripTank - serie animata (2014)
- Minions - film d'animazione (2015)
- Neo Yokio - serie animata (2017)
- Big Hero 6: La serie (Big Hero 6: The Series) - serie animata (2018-2019)
- Rapunzel - La serie (Tangled: The Series) - serie animata (2018)

## Doppiatrici italiane
Nelle versioni in italiano delle opere in cui ha recitato, Katy Mixon è stata doppiata da:
- Gilberta Crispino in A proposito di Steve, Due uomini e mezzo
- Antonella Baldini in Tutti insieme inevitabilmente
- Domitilla D'Amico in The Quiet - Segreti svelati
- Claudia Razzi in Psych
- Roberta De Roberto in Hell or High Water
- Maria Letizia Scifoni in State of Play
- Federica De Bortoli in Mike & Molly